# Xu Chao (joueur de xiangqi)
Pour les articles homonymes, voir Xu Chao et Xu.
Dans ce nom chinois, le nom de famille, Xu, précède le nom personnel Chao.
Xu Chao (chinois : 徐超) est un joueur de xiangqi chinois né en 1981 à Suzhou, champion du monde en 2019.

## Biographie et carrière
Xu Chao est né à Suzhou.
En 2017, Xu Chao remporte le championnat de Chine, se qualifie pour le championnat du monde 2019 et obtient le titre de grand maître du xiangqi.
Il remporte le championnat du monde de xiangqi en 2019.